# Соловйово (Володарський район)
Соловйово (рос. Соловьёво) — присілок в Володарському районі Нижньогородської області Російської Федерації.
Населення становить 25 осіб. Входить до складу муніципального утворення Іллінська сільрада.

## Історія
Від 2009 року входить до складу муніципального утворення Іллінська сільрада.

## Населення
| 1859 | 1905 | 1926 | 1999 | 2002 | 2010 |
| ---- | ---- | ---- | ---- | ---- | ---- |
| 202  | ↗375 | ↘362 | ↘30  | ↘22  | ↗25  |